# Jake Plummer
Pour les articles homonymes, voir Plummer.
College Football Hall of Fame 2019
(en) Statistiques sur pro-football-reference
Jason Steven Plummer, dit Jake Plummer, est un joueur américain de football américain né le 19 décembre 1974 à Boise (Idaho). Il évoluait à la position de quarterback dans la National Football League (NFL).

## Biographie
Il a été retenu au deuxième tour de draft 1997 de la NFL par les Cardinals de l'Arizona.
Lors de la saison 2005, il a réussi 3 366 yards à la passe, avec 18 lancers qui ont abouti à des touchdowns, et seulement sept de ses passes ont été interceptées. Il a réussi 229 passes sans interception, ce qui lui a valu le surnom de No mistake Jake (Jake sans faute). Il fut sélectionné pour le Pro Bowl, mais a décliné l'invitation pour cause de blessure.

## Palmarès

### Universitaire
- 1996 : 3e du trophée Heisman

### NFL
- Sélectionné pour le Pro Bowl en 2005

## Statistiques
| Année  | Équipe                 | MJ     |         | Passes   | Passes | Passes | Passes | Passes | Passes | Passes  |       | Courses | Courses | Courses | Courses |
| Année  | Équipe                 | MJ     | Tentées | Réussies | Pct.   | Yards  | TD     | Int.   | Éval.  | Tentées | Yards | Moy.    | TD      |         |         |
| 1997   | Cardinals de l'Arizona | 10     | 296     | 157      | 53,0   | 2 203  | 15     | 15     | 73,1   | 39      | 216   | 5,5     | 2       |         |         |
| 1998   | Cardinals de l'Arizona | 16     | 547     | 324      | 59,2   | 3 737  | 17     | 20     | 75,0   | 51      | 217   | 4,3     | 4       |         |         |
| 1999   | Cardinals de l'Arizona | 12     | 381     | 201      | 52,8   | 2 111  | 9      | 24     | 50,8   | 39      | 121   | 3,1     | 2       |         |         |
| 2000   | Cardinals de l'Arizona | 14     | 475     | 270      | 56,8   | 2 946  | 13     | 21     | 66,0   | 37      | 183   | 4,9     | 0       |         |         |
| 2001   | Cardinals de l'Arizona | 16     | 525     | 304      | 57,9   | 3 653  | 18     | 14     | 79,6   | 35      | 163   | 4,7     | 0       |         |         |
| 2002   | Cardinals de l'Arizona | 16     | 530     | 284      | 53,6   | 2 972  | 18     | 20     | 65,7   | 46      | 283   | 6,2     | 2       |         |         |
| 2003   | Broncos de Denver      | 11     | 302     | 189      | 62,6   | 2 182  | 15     | 7      | 91,2   | 37      | 205   | 5,5     | 3       |         |         |
| 2004   | Broncos de Denver      | 16     | 521     | 303      | 58,2   | 4 089  | 27     | 20     | 84,5   | 62      | 202   | 3,3     | 1       |         |         |
| 2005   | Broncos de Denver      | 16     | 456     | 277      | 60,7   | 3 366  | 18     | 7      | 90,2   | 46      | 151   | 3,3     | 2       |         |         |
| 2006   | Broncos de Denver      | 16     | 317     | 175      | 55,2   | 1 994  | 11     | 13     | 68,8   | 36      | 112   | 3,1     | 1       |         |         |
| Totaux | Totaux                 | Totaux | 4 350   | 2 484    | 57,1   | 29 253 | 161    | 161    | 74,6   | 428     | 1 853 | 4,3     | 17      |         |         |